# Andamanen-Stachelweißzahnspitzmaus
Die Andamanen-Stachelweißzahnspitzmaus (Crocidura hispida) ist eine seltene, kaum erforschte Spitzmausart aus der Gattung der Weißzahnspitzmäuse (Crocidura). Sie ist auf Middle Andaman Island in den Andamanen endemisch und nur vom Holotypus bekannt, der 1913 von Oldfield Thomas beschrieben wurde.

## Merkmale
Die Kopf-Rumpf-Länge des Typusexemplars beträgt 85 mm, die Schwanzlänge 103 mm, die Ohrenlänge 13 mm und die Hinterfußlänge 25,5 mm. Das Gewicht ist nicht beschrieben. Das Rückenfell ist grau mit einer bräunlichen Verwaschung. Es ist nahezu borstig mit mehreren verbreiterten und abgeflachten Haaren. Die Haare der Rückenmitte sind ungefähr 8 mm lang. Das Bauchfell ist grau. Der Schwanz ist 20 Prozent länger als die Kopf-Rumpf-Länge. Er ist lang, dünn und mit deutlich ausgeprägten, langen Borstenhaaren bedeckt. Seine Oberseite ist braun, seine Unterseite ist weiß. Die Hände und Füße sind weiß. Die Seitendrüsen sind gut ausgeprägt.

## Verbreitung
Die Terra typica befindet sich am nördlichen Ende von Middle Andaman Island. Die bekannte Gesamtfläche des Verbreitungsgebietes beträgt 42 km².

## Lebensraum und Lebensweise
Die Andamanen-Stachelweißzahnspitzmaus ist eine nachtaktive Art. Sie bewohnt das Laubstreu in tropischen, immergrünen Wäldern in Höhenlagen von 100 m. Über ihr Nahrungs- und Fortpflanzungsverhalten ist nichts bekannt.

## Bedrohung und Schutz
Die IUCN klassifiziert die Andamanen-Stachelweißzahnspitzmaus in die Kategorie „gefährdet“ (vulnerable). Für diese Art sind keine aktuellen Gefährdungen bekannt, jedoch könnte der Lebensraum beim Tsunami-Ereignis vom Dezember 2004 in Mitleidenschaft gezogen worden sein. Suchexpeditionen von Sujit Chakraborty und seinen Kollegen blieben bislang ergebnislos.